# Braunschweiger Schule
Die Bezeichnung Braunschweiger Schule wird als Kennzeichnung für die Architekturlehre an der Technischen Hochschule Braunschweig in den Jahrzehnten nach dem Zweiten Weltkrieg verwendet. Es handelt sich um eine epocheprägende Lehre an einer Architekturhochschule, die mit der Bezeichnung als Schule architekturgeschichtlich in einer Reihe steht mit der Hannoverschen Schule des späten 19. Jahrhunderts oder der Stuttgarter Schule des frühen 20. Jahrhunderts. Mit dieser Art von Positionierung durch „Triangulation“ erweist sich bereits „...jener seltsam diffuse Schulbegriff... als Konstruktion komplexer Begründungsmuster“ mit deren Hilfe man immerhin – nach außen – die Charakteristika einer Ausbildungsinstitution in einer Zeit X sichtbar machen kann, die definitorisch nicht für einen eineindeutigen Schulbegriff ausreichen.
Erstmals publiziert wurde der Begriff Braunschweiger Schule 1961 von Ulrich Conrads, der als Chefredakteur der Bauwelt davon schrieb „daß ganz in der Stille so etwas wie eine ‚Braunschweiger Schule‘ Umriß gewinnt“, die „zwischen Bensberg und Kiel bescheidene und bescheidenste Bauten von ganz besonderer Qualität“ hervorbringt.

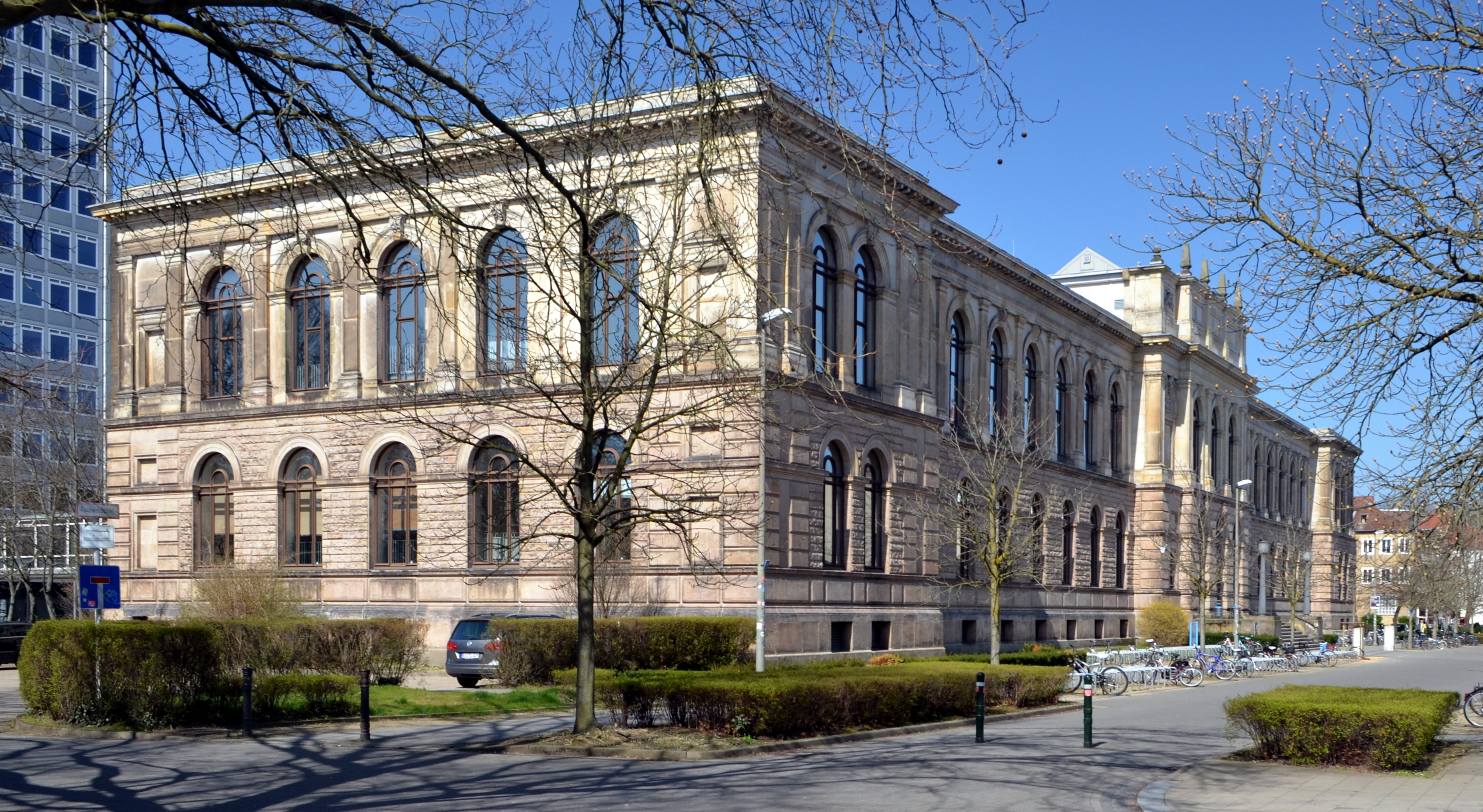
Altes Hauptgebäude der Technischen Universität Braunschweig (2018)

## Die Technische Hochschule Braunschweig
Die Technische Hochschule Braunschweig geht auf das 1745 in Braunschweig gegründete Collegium Carolinum zurück und wurde 1878 in Herzogliche Technische Hochschule Carolo-Wilhelmina umbenannt. Die dortige Architekturlehre besaß bereits seit dem späten 19. Jahrhundert durch Professoren wie Ludwig Winter, Constantin Uhde, Georg Lübke und Carl Mühlenpfordt überregionales Renommee. 1968 erhielt die Hochschule ihren heutigen Namen Technische Universität Carolo-Wilhelmina und feierte 2020 ihr 275-jähriges Bestehen.

## Zeitliche und personelle Definition
Bei „Braunschweiger Schule“ handelt es sich nicht um einen offiziellen Begriff, sondern um eine verbale Annäherung für die Wirkung der Braunschweiger Architekturlehre in der Nachkriegszeit. „Die erste schriftliche Quelle für den Begriff, sie stammt aus dem März 1954, hat Karin Wilhelm ausfindig gemacht in einem Brief der Fachschaft Architektur an Friedrich Wilhelm Kraemer“. Kraemer hatte einen Ruf an die TU Berlin erhalten und sollte zum Bleiben bewegt werden. Es habe sich unter seiner „Führung eine geistige Gemeinschaft gebildet, die unter dem Namen ,Braunschweiger Schule' in der deutschen Fachwelt zu einem festen Begriff geworden ist“. Damit war mehr die Haltung als ein Stil gemeint.
Zeitlich einzugrenzen ist sie etwa von 1946 bis in die frühen 1980er Jahre. Besonderes „Stilmerkmal“ ist die starke Verbindung von ihrem Wirkungszeitraum – der Nachkriegszeit – mit den Lehrinhalten als auch prägnanten Lehrerpersönlichkeiten, von denen keiner den Begriff 'Braunschweiger Schule' je verwendet hat. Personell prägend waren hauptsächlich die Professoren Friedrich Wilhelm Kraemer, Dieter Oesterlen und Walter Henn. Sie bildeten eine Art „Triumvirat der Architekturlehre“ in Braunschweig. Daneben gehörten auch Lehrer wie Johannes Göderitz, Konrad Hecht und Zdenko Strizic dazu.
Kraemer übernahm 1946 die Professur für Gebäudelehre und Entwerfen, den Haupt-Entwurfslehrstuhl (A) an der TH Braunschweig. Er gilt damit als Begründer der Braunschweiger Schule und setzte sich für die Berufung von Dieter Oesterlen ein, der 1952 einen zweiten Entwurfslehrstuhl (B) übernahm, sowie von Walter Henn, der 1953 aus Dresden als Professor für Baukonstruktion und Industriebau berufen wurde. Ein Absolvent dieser Schule, „die natürlich, wie fast jede andere Schule, keine solche sein wollte“, beschreibt das „Triumvirat“ so: „Konnte man... Oesterlen als den Poeten sehen und Kraemer als den (viel beschäftigten) Rationalisten, so war Walter Henn, der den Lehrstuhl für Industriebau innehatte, unbestreitbar der Konstrukteur“. In deren Bauten auf dem Campus "begegnete einem der Geist einer rationalen, poetisch-strengen Spätmoderne, die mit wunderbaren Details, großen Glasflächen und bestens proportionierten Baukörpern den Anspruch der „Schule“ bis in die Architektur„schule“ getragen haben".
Ihre größte Wirkung entfaltete die Schule in den 1950er und 1960er Jahren. Kristiana Hartmann von 1980 bis 2002, Professorin für Architektur- und Stadtbaugeschichte „hat dies rückblickend als einen ‚undogmatischen Funktionalismus‘ beschrieben, als besondere Ausprägung einer am International Style geschulten, reduzierten und sachlichen Ästhetik, mit der aber auch emotionale, soziale und humanitäre Motive verbunden wurden“.
Die Emeritierungen Kraemers 1974 und Oesterlens 1976 fallen zusammen mit der beginnenden Kritik an funktionalistischen Planungen und „Zweckbauten“, deren formale Armut und Unwirtlichkeit beklagt werden. Mit Henns Ausscheiden im Jahr 1982 zerfiel die stark personengebundene Braunschweiger Schule, wogegen sich ihr Ruf für die fundierte Architekturausbildung im Zusammenspiel von Gestaltung, Funktionalität und Konstruktion bis heute erhalten hat.

### Das Kollegium der Braunschweiger Schule
Die frühen Nachkriegsjahre

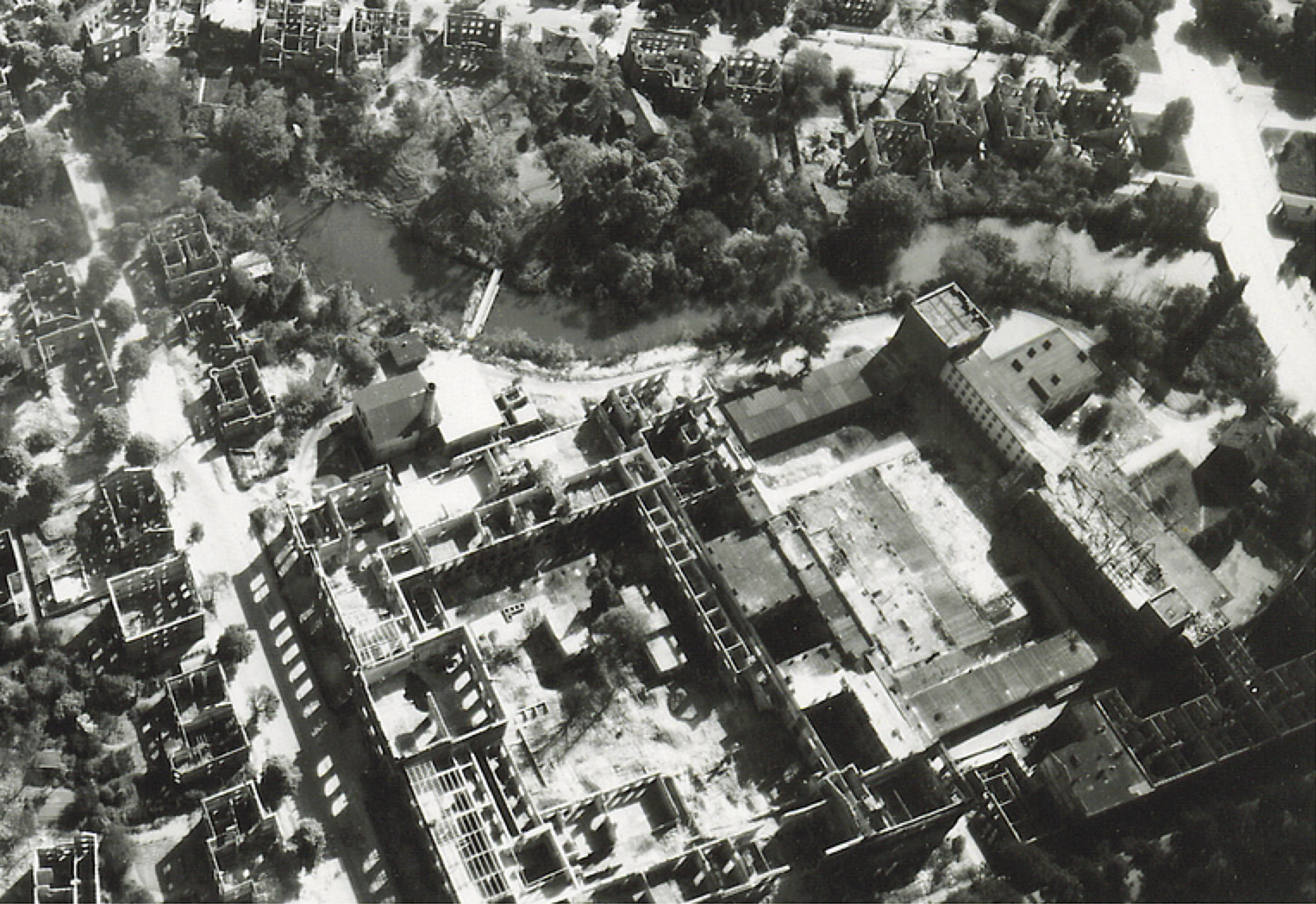
Luftbild der zerstörten Technischen Hochschule, "Trolley Mission", 392nd Bomb Group, USAAF (Mai 1945)

An der TH Braunschweig wurde schon am 12. November 1945, als erster deutscher Hochschule, der Lehrbetrieb wieder aufgenommen. Der Beginn der Braunschweiger Schule wurde durch den Eintritt von Friedrich Wilhelm Kraemer in das Kollegium markiert, den man im Januar 1946 als Professor für Gebäudelehre und Entwerfen berief. Weitgehend zeitgleich traten auch Johannes Göderitz als Honorarprofessor für Städtebau und Kurt Edzard als Professor für Modellieren und Aktzeichnen in die Lehre ein und 1948 folgte Robert Schniete als Professor für Hochbaustatik.
Neben Kraemer vertrat Julius Petersen als Professor für Baukonstruktion und Gebäudekunde die Entwurfslehre. Petersen, der sich vor allem im Bereich der Bauernhausforschung einen Namen gemacht hatte, war 1934 an die Braunschweiger Fakultät für Bauwesen berufen worden. Daneben waren auch die Architekten Herman Flesche, seit 1924 als Professor für Bau- und Kunstgeschichte in der Lehre tätig, und Daniel Thulesius, der bereits seit 1918 das Fach Architekturzeichnen und Raumkunst vertrat, wichtige Mitglieder der frühen Braunschweiger Schule. Vervollständigt wurde das Kollegium durch den Bauingenieur Theodor Kristen, der seit 1937 als Professor für Baustoffkunde und Stahlbetonbau an der Fakultät für Bauwesen lehrte.
Die Kernphase der Braunschweiger Schule
Mit den Berufungen des Hannoveraner Architekten Dieter Oesterlen 1952 als zweitem Entwurfsprofessor (Lehrstuhl B) sowie des Dresdner Architekten Walter Henn 1953 als Nachfolger von Petersen auf dem Lehrstuhl für Baukonstruktion und Industriebau setzte die Kernphase der Braunschweiger Schule ein, die sich in einer Zeit des Aufschwungs während des Wirtschaftswunders entfaltete. Kraemer war an beiden Berufungen maßgeblich beteiligt.
Das Kollegium, das bis dahin in Teilen noch mit Professoren besetzt war, die noch zur Zeit der Reformbestrebungen während der Weimarer Republik unter dem damaligen Dekan der Architekturabteilung Carl Mühlenpfordt oder den frühen Jahren des Dritten Reichs berufen worden waren, erneuerte sich ab Mitte der 1950er Jahre personell. 1956 übernahm Konrad Hecht den Lehrstuhl für Bau- und Kunstgeschichte als Nachfolger von Flesche. Mit Klaus Pieper als Professor für Hochbaustatik, Karl Kordina als Professor für Baustoffkunde und Heinz Röcke als Professor für Architekturzeichnen und Raumgestaltung traten 1959 drei neue Lehrkräfte in das Kollegium ein. 1961 folgt die Nachbesetzung von Edzards Lehrstuhl mit Jürgen Weber und 1962 wurde Göderitz’ bisherige Honorarprofessur mit der Nachbesetzung durch Herbert Jensen als ordentlicher Lehrstuhl für Städtebau, Wohnungswesen und Landesplanung an der Fakultät konsolidiert.
Aufgrund stark wachsender Studentenzahlen wurden in dieser Phase zudem drei neue Professuren eingerichtet. Der Braunschweiger Kirchenbaurat Friedrich Berndt wurde 1953 als Honorarprofessor für Baukonstruktion und Technischen Ausbau berufen, der an der Braunschweiger Schule vor allem aber das Entwurfsthema des Kirchenbaus prägte. Ein weiterer Lehrstuhl für Baukonstruktionslehre wurde 1959 mit Justus Herrenberger besetzt, der selber erst 1947 sein Diplom an der Braunschweiger Schule abgelegt hatte. 1962 folgte schließlich der kroatische Architekt Zdenko Strizic auf einen neu geschaffenen, dritten Entwurfslehrstuhl (C). Strizic war ein früher Mitarbeiter von Hans Poelzig und Preisträger des „1-b Awards“ beim internationalen Wettbewerb für das Charkiwer Theater.
Die Jahre des Umbruchs
Das Kollegium der Braunschweiger Schule erlebte in dieser in den 1950er Jahren etablierten Besetzung eine weitgehende Kontinuität, die bis zu den Emeritierungen von Kraemer 1974 und Oesterlen 1976 andauerte. Doch schon zuvor, unter den Vorzeichen der gesellschaftlichen Umbrüche der späten 1960er Jahre, hatte die Spätphase dieser Architekturschule begonnen. Zu kleineren personellen Veränderungen kam es ab 1965, als Berthold Gockell die Nachfolge von Berndt als Professor für Technischen Ausbau antrat, und 1968, als Gallus Rehm den Lehrstuhl und das Institut für Baustoffkunde und Stahlbetonbau von Kordina übernahm, der auf den Lehrstuhl für Massivbau überwechselte. 1970 folgte dann Hansmartin Bruckmann als neuer Professor für Städtebau für den 1968 verstorbenen Jensen.
Der allgemeine gesellschaftliche und hochschulpolitische Wandel, der sich 1968 in der Umwidmung der Technischen Hochschule als Technische Universität Braunschweig manifestierte, kam in einer erneuten Erweiterung des Kollegiums durch einen vierten Entwurfslehrstuhl (D) 1967 zum Ausdruck. Diesen besetzte man mit dem süddeutschen Architekten Manfred Lehmbruck. Außerdem wurde, als vorgezogene Nachfolge für Strizic, der 1972 aus dem Kollegium ausschied, 1970 Roland Ostertag neu berufen, der von 1958 bis 1966 am Lehrstuhl von Rolf Gutbrod an der TH Stuttgart als Dozent für Entwerfen tätig war. Um den beständig wachsenden Studentenzahlen in dieser Reformphase des deutschen Hochschulwesens zu begegnen, standen an der Braunschweiger Schule um 1970 also fünf Entwurfslehrstühle gleichzeitig zur Verfügung. Bezeichnend für den Wandel war u. a. die seminaristische Zusammenarbeit von Ostertag mit dem Psychologen Heiner Erke im Fach „Entwicklung der Modernen Architektur“ (EMA), auf der Suche nach Qualitätskriterien im Entwurfsprozess sowie die Ausstellung der Neuen Sammlung München: 100 Jahre Architektur in Chicago – Kontinuität von Struktur und Form, die Bruckmann 1974 nach Braunschweig ins Hauptgebäude holte. Die ursprünglich starke persönliche Prägung dieser Schule durch das Triumvirat von Kraemer, Oesterlen und Henn ging damit allmählich verloren. Dies nicht zuletzt, weil Ostertag zum Teil mit Bauten des plastischen Brutalismus und Wettbewerbserfolgen neue „Marken“ setzte.

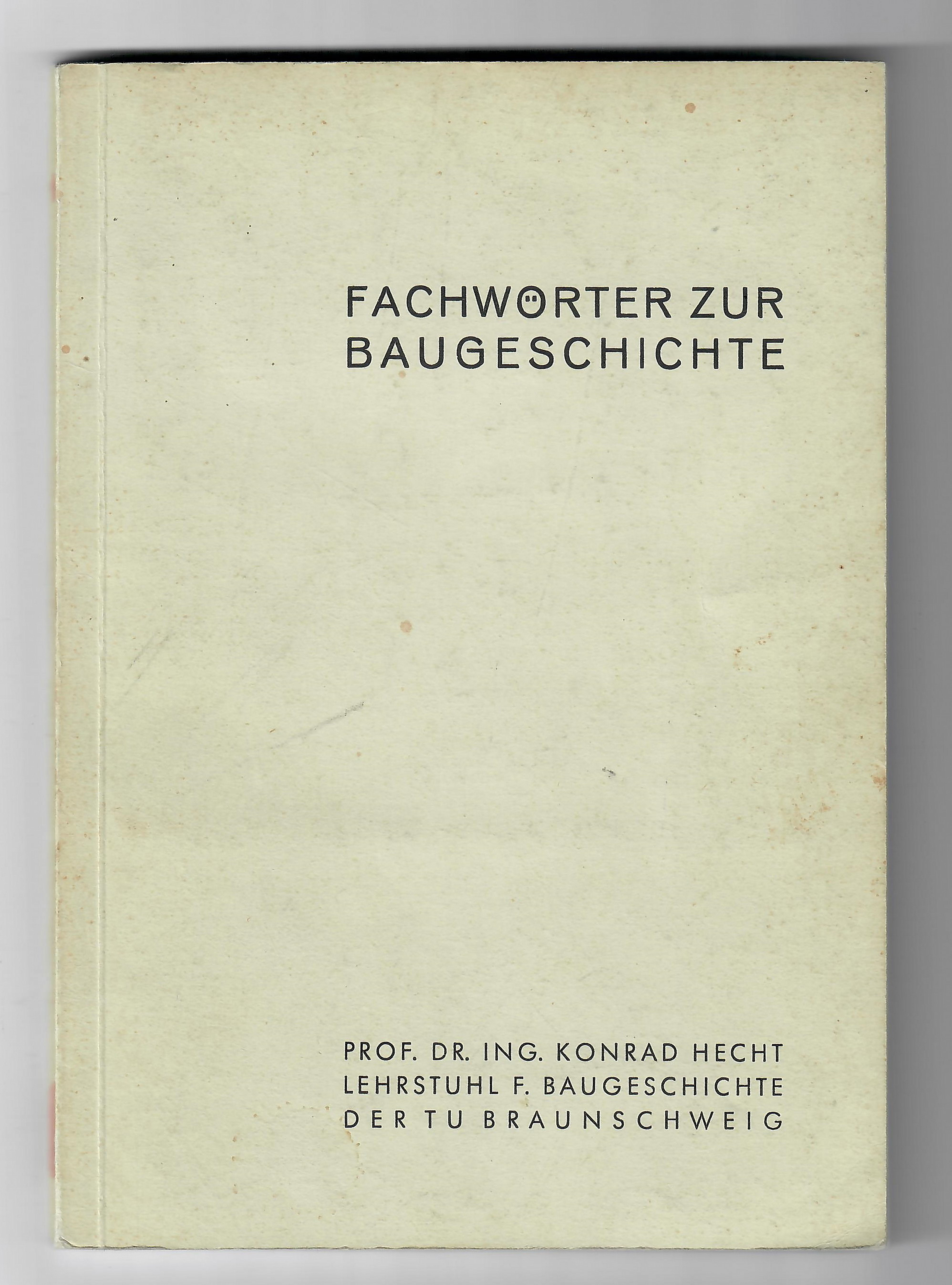
Fachwörterbuch zur Baugeschichte, Konrad Hecht

1969/70 kam es im Zusammenhang mit der 68er-Bewegung in Teilen der Studentenschaft zu wachsender Kritik an der als nicht zeitgemäß empfundenen Lehre. Die hatte politische Gründe; Entwurfsaufgaben wie das „Musikerhaus auf den Kanarischen Inseln“ (Kraemer) wurden als elitär und die Frage nach der gesellschaftlichen Aufgabe des Architekten (Stichwort Wohnungsbau) als ungelöst angesehen. Neben vergeblichen Versuchen didaktische Inhalte mit den Lehrenden zu diskutieren, wurde die Überfrachtung des Lehrplans mit dem Fach Baugeschichte durch Hecht zum Hauptangriffspunkt auch der nichtpolitisierten Studenten. Ein extremes Lernpensum (Baugeschichte I und II über 6 Semester, neben der Bauaufnahme) und das Prüfungsritual, durch „Ziehung“ aus Hunderten von Postkarten der europäischen Baugeschichte mit anschließender Wissensabfrage durch den hochkarätigen Fachmann Hecht sein eigenes Schicksal bestimmen zu müssen, erzeugten überproportionale hohe Durchfallquoten. Auch die, wegen der Weigerung Hechts, von studentischer Seite mühsam zusammengestellten Vorlesungsmitschriften schafften ebenso wenig Abhilfe wie ein am Lehrstuhl vertriebenes Fachwörterbuch, so dass vermehrt Studenten prophylaktisch, oder nach gescheiterter Prüfung, in der ersten Hälfte des Studiums die Hochschule wechselten.

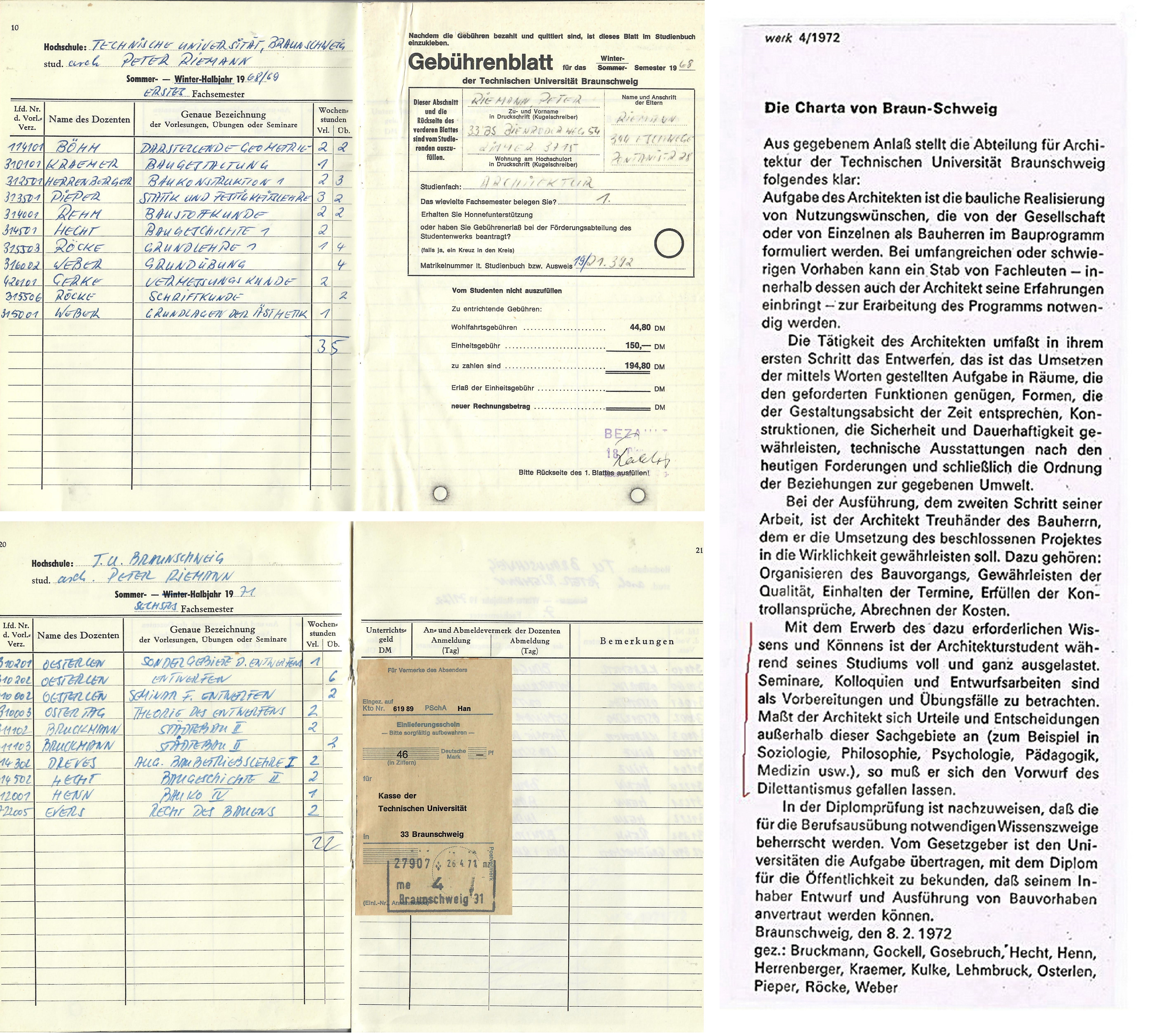
Vergleich der Wochenstunden pro Semester 1968/69 und 1971 mit der "Charta von Braun-Schweig" (1972).

Mangelnde Bereitschaft der Professoren im sogenannten Baugeschichtskonflikt einzulenken und der Druck reformwilliger Studenten, die sich an den Entwicklungen anderer Hochschulen in Berlin und Stuttgart orientierten, ließen die Lage Anfang der 70er Jahre eskalieren. „Aufmüpfige Ideen zeigten... Wirkung. 1972 sah sich die Professorenschaft (u. a. Hansmartin Bruckmann, Konrad Hecht, Walter Henn …) zu einer ‚Charta‘ genötigt, die sogar in der Zeitschrift werk veröffentlicht wurde.“ In dem Zeitungsausriss aus dem Archiv von Wilfried Dechau heißt es u. a. „Mit dem Erwerb des (dazu) erforderlichen Wissens und Könnens, ist der Architekturstudent während seines Studiums voll und ganz ausgelastet... Maßt der Architekt sich Urteile und Entscheidungen außerhalb... - [seines Sachgebiets] -... an, (zum Beispiel in Soziologie, Philosophie, Psychologie, Pädagogik, Medizin usw.), so muss er sich den Vorwurf des Dilettantismus gefallen lassen“. Zwar war Pädagogik (deren Mangel die Studenten Hecht vorwarfen) in der Auflistung enthalten, nicht aber Politik, weshalb der Appell wirkungslos blieb. Ein Streik, Störungen der Hecht – Vorlesungen und von anberaumten Prüfungen sowie Balgereien zwischen Studenten und Grundlehre-Professoren (Hecht, Kordina und Pieper) mit Polizeieinsatz und anschließenden Verfahren wegen Hausfriedensbruch (Verurteilungen) und Landfriedensbruch (Freisprüche) zwangen den damaligen Rektor Ernst Henze in Abstimmung mit dem zuständigen Ministerium nach einer Lösung zu suchen. Nicht zuletzt, weil der Publizist Gerhard Löwenthal den demonstrativ eingegipsten Unterarm Karl Kordinas im ZDF-Magazin präsentierte. Mit Schreiben vom 12. Januar 1973 an die „Ew. Magnifizenz“ kündigte Hecht an, bis auf weiteres seine Vorlesungen einzustellen.
Die zur Vermittlung eingesetzte Kommission empfahl daraufhin die Anstellung eines zweiten Dozenten: „Das Fach umfasse geisteswissenschaftliche Komponenten, die von der Person des Lehrenden mit abhingen, so dass im Sinne von Lehr- und Lernfreiheit hier das Lehrangebot zu erweitern sei.“
Im „Nachruf Konrad Hecht“ zeigt sich, dass für Martin Gosebruch diese Vermittlung fatal war: „Schon die Auffassung, zwischen ihm (Hecht) und den ihn Terrorisierenden könne „vermittelt“ werden, mußte ihn als naiv erschrecken“. Exemplarisch für die Umbruchsjahre, dass auch die Lehrenden glaubten, dass „Machtfragen nur mit Machtfragen gelöst werden können“ (s. „Der Rote Mauerziegel“, S. 11) ist die monastische Haltung Gosebruchs: Die „Wahrheit des Geistes“ (Zitat Gosebruch, S. 193) sollte vor quasi Unmündigen und „rotlackierten Nazis“ (Zitat im des „Kontrastpädagogen“ Jürgen Weber) verteidigt werden.

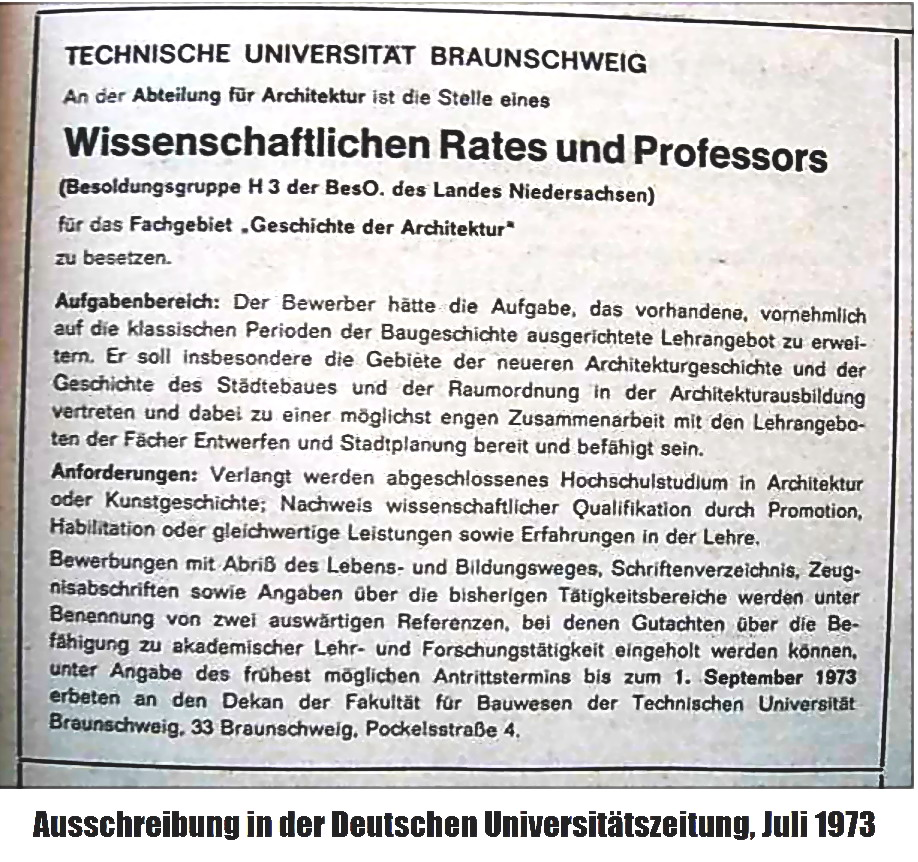
Ausschreibung einer H-3 Stelle für "Geschichte der Architektur" (1973)

Im Juli 1973 schrieb das Ministerium die Stelle eines Wissenschaftlichen Rates und Professors für „Geschichte der Architektur“ aus: Der Bewerber hätte die Aufgabe, das vorhandene vornehmlich auf die klassischen Perioden der Baugeschichte ausgerichtete Lehrangebot zu erweitern. Sie wurde als „Professur für Architektur- und Stadtbaugeschichte“ mit dem Tübinger Kunsthistoriker Jürgen Paul besetzt, der parallel zu Hecht unterrichtete. Da man nun die Hecht`schen Vorlesungen und damit die Prüfungen abwählen konnte, geriet die Architekturabteilung in ruhigeres Fahrwasser. Die Störungen und Querelen um den Zugang zur Infrastruktur des Baugeschichtslehrstuhls hielten jedoch an und veranlassten Hecht krankheitsbedingt seine Amtsgeschäfte zu minimieren, bzw. ganz ruhen zu lassen. Im Jahr 1974 wurde Krämer emeritiert, auf den Meinhard von Gerkan folgte, zwei Jahre später Oesterlen.
Auf die zunehmende Bedeutung sozialwissenschaftlicher und stadtplanerischer Themen reagierte die Fakultät mit der Ausweitung der Städtebaulehre. 1973 erhielt Reinhardt Guldager eine neu eingerichtete Professur für Entwicklungsplanung und Siedlungswesen. 1975 wurde Ferdinand Stracke Nachfolger für den nach Stuttgart gewechselten Bruckmann, und 1978 schuf man mit dem Lehrstuhl für städtebauliche Planung eine dritte Professur in diesem Bereich, die mit Gottfried Schuster besetzt wurde.
„Als 1976 das Verfahren zur Nachfolge Oesterlens schleppend und unbefriedigend verlief, wurde Oswald Mathias Ungers ins Gespräch gebracht“. Ungers, der seine Rückkehr nach Deutschland vorbereitete, gab eine „beeindruckenden Probevorlesung“ (zit.: Cord Machens). Mit seiner umfangreichen Studie zum "Schlosspark Braunschweig", die in „enger Abstimmung“ mit dem Stadtplanungsamt Braunschweig erfolgte, glaubte er gute Voraussetzungen als Nachfolger von Oesterlen zu haben. Viele Studenten sahen in seiner Bewerbung die Möglichkeit einer Anknüpfung an die goldenen 50er und 60er Jahre der „Berliner Ungers Schule“. Auch sie repräsentierte mehr „Haltung“ als „Stil.“ Nicht nur dem Kunsthistoriker Gosebruch und dem Stadtbaugeschichtler Paul, erschienen jedoch morphologische Herleitungen, bautypologische Konzepte und die Entwurfsstrategie „Geschichte als Ideenlager“ zu verwenden, eher befremdlich. Die Bewerbung hatte keinen Erfolg, zumal mancher im Berufungsausschuss, der z. T. in Anwesenheit von Oesterlen tagte, Ungers Auftreten als das eines Säulenheiligen empfand.
Der verwaiste Lehrstuhl B wurde schließlich 1977 mit Gerhard Wagner besetzt einem der Mitarbeiter von Gottfried Böhm, dessen Büro am 1. Juni 1976 das Hauptgebäude für das Landesamt für Datenverarbeitung und Statistik in Düsseldorf, eine 16-geschossige mit COR-TEN-Stahl verkleidete Hochhausscheibe, fertiggestellt hatte. 1978 schied Lehmbruck als Professor aus, der in einer Architektengemeinschaft 1970 das Leichtweiß-Institut für Wasserbau der TU Braunschweig entworfen hatte.
Die Endphase
Diese personellen und fachlichen Wandlungen des Kollegiums waren symptomatisch für das Ende der thematisch in der Nachkriegszeit zu verortenden Braunschweiger Schule, die 1974 mit der Berufung von Meinhard von Gerkan (1972 Berufung an die Freie Akademie der Künste in Hamburg e. V.) und der aufkommenden Postmoderne die Bedeutung einer auf Nüchternheit und Reduktion basierenden Architekturschule verlor. Inzwischen hatte sich nämlich das Koordinatensystem verschoben, in dem Architekturen als „Einzelköper im Raum“ (sinngemäß nach F.W. Krämer) verortet wurden. Im gleichen Jahr fanden die ersten Dortmunder Architekturtage statt, mit dem Thema: „Das Prinzip Reihung in der Architektur“, u. a. mit Vorträgen von Josef Kleihues, Julius Posener, Alfred Lorenzer, Johannes Gachnang, Oswald Mathias Ungers (Vortragsthema: „Projekte als typologische Collagen“) und Heide Berndt, alles Vertreter von Disziplinen, die das genaue Gegenteil von dem repräsentierten, was die Architekturprofessoren drei Jahre zuvor in der „Charta von Braunschweig“ als Anathema ausgesprochen hatten. Es folgten die Dortmunder Architekturausstellungen 1976 mit kommenden und 1977 mit den an der TU Braunschweig vergessenen historischen Vorbildern wie F. Gilly, K.F. Schinkel, F. Weinbrenner, L. von Klenze und G.L.F. Laves.
Diese präzise zu lokalisierende Schnittstelle, beschreibt Jürgen Paul 1987 im Rückblick auf seine eigene Lehrtätigkeit an der Architekturfakultät folgendermaßen: „In Deutschland herrschte damals eine ausgesprochene Theorie-Unlust ja Theorie-Feindlichkeit, die erstaunlich ist, wenn man die traditionelle deutsche Orientierung zur Theorie bedenkt, auch die auf dem Gebiet der Architektur von Karl Friedrich Schinkel und Gottfried Semper bis zu Bruno Taut und Hugo Häring. Man gefiel sich in der Gewißheit mit der Praxis und mit den gesellschaftlichen Aufgaben einig und vertraut zu sein“. Durch ein verengtes Verständnis von Architekturgeschichte und einem erstarrenden Funktionalismus begann sich, so kann man schlussfolgern, letztlich die Braunschweiger Schule Mitte der 70er Jahre selbst aufzulösen.
Rückblick
1979 waren dann auch die Tendenzen einer nicht nur-funktionalistischen Städtebauhaltung in der Mitte von Braunschweig angekommen. Gleich fünf Absolventen der TU, davon vier des Diplomjahrgangs 1975 - Carsten Henze und Peter Riemann (beide Diplom bei v. Gerkan), sowie Hartmut Rüdiger (Diplom bei Oesterlen) und Ingeborg Rüdiger (Diplom bei Ostertag) nahmen am Städtebaulichen Ideenwettbewerb Wohnen in der städtebaulichen Verdichtung "Ackerhof" teil und versuchten mit Wohnbaukonzepten am Rand des Magniviertels im Schatten des Horten Kaufhauses das zu reparieren, was man bis dato übersehen hatte: Neubauten haben in angemessener Weise auf historische gewachsene Stadtgrundrisse und -landschaften und auf die Nachbarbebauung Rücksicht zu nehmen. Gegen die Georg-Eckert-Straße, als Folge der Idee von der „autogerechten Stadt“ stemmten sich Hartmut und Ingeborg Rüdiger (ein 1. Preis), Ferdinand Stracke (ein 2. Preis) und Carsten Henze, für das Büro H. Vahjen (ein 2. Preis). Für Architekturen nach dem "Prinzip der Reihung" (O.M. Ungers) und "Collage-Minicitis" (P. Riemann) war die Zeit noch nicht reif.
Spätestens mit Helmut C. Schulitz als Nachfolger von Walter Henn (1982) kann man die Entwicklung der „Braunschweiger Schule“, die sich auf Persönlichkeiten mit zeitgemäß bedingten ähnlichen Architekturhaltungen gründete, als abgeschlossen betrachten. Drei Jahre später vertraten TU Absolventen in der Ausstellung „Bauen Heute - Architektur der Gegenwart in der Bundesrepublik Deutschland“ im DAM Frankfurt eine geänderte Gegenwartsarchitektur.

### Die Absolventen der Braunschweiger Schule
Zahlreiche Absolventen der Braunschweiger Schule machen nach ihrem Diplom als selbstständige Architekten Karriere. Vor allem im norddeutschen Raum wird das Erscheinungsbild zahlreicher Städte von Braunschweiger Schülern maßgeblich mitgestaltet. Bis heute lassen sich einige weltweit agierende Architekturbüros wie gmp, KSP Engel, PSP Architekten Ingenieure (hervorgegangen aus Architekturbüro Pysall Stahrenberg & Partner) oder SEP Architekten Bockelmann Klaus auf ihre Ursprünge an der Braunschweiger Schule zurückführen.
Entwicklung der Absolventenzahlen
Im Zeitraum zwischen dem Ende des Zweiten Weltkriegs und der Mitte der 1970er Jahre legen rund 1.500 Architektur-Studierende ihr Diplom an der TH (seit 1968: TU) Braunschweig ab. Die Absolventenzahlen steigen im Laufe dieser drei Jahrzehnte: während im ersten Jahrzehnt bis Ende 1955 insgesamt 421 Diplomanden die Hochschule verlassen, sind es bis Ende 1965 schon 442 Diplomanden. Im Zuge der Hochschulreformen steigen die Diplomandenzahlen zwischen 1966 und 1975 auf 625 an.
Liste namhafter Absolventen (zwischen 1945 und 1975)
- 1943–1948: Jürgen Marlow – Architekt in Hamburg, Präsident der Hamburgischen Architektenkammer
- 1945–1948: Horst Retzki – Architekt in Dortmund
- 1946–1948: Walter Höltje – Architekt in Dortmund, Professor an der Fachhochschule Holzminden
- 1939–1949: Gerolf Garten – Architekt in Hamburg (Partner im Büro Garten & Kahl)
- 1944–1949: Bernhard Dexel – Architekt in Hamburg
- 1939–1949: Ernst Winterstein – Architekt in Braunschweig
- 1945–1949: Georg Lippsmeier – Architekt in Düsseldorf und München, Gründer des Instituts für Tropenbau
- 1945–1949: Karl-Heinz Riecke – Architekt in Hamburg (Partner im Büro Kallmorgen & Partner)
- 1945–1949: Willi-Ernst Schüler – Architekt in Rendsburg
- 1945–1950: Friedrich Jelpke – Architekt in Salzgitter, Professor an der TH Braunschweig
- 1946–1950: Carsten Schröck – Architekt in Bremen
- 1946–1950: Ernst Sieverts – Architekt in Braunschweig und Köln (Partner im Büro KSP Kraemer, Sieverts & Partner)
- 1945–1950: Christian Farenholtz – Stadtplaner in Hamburg, Baubürgermeister in Stuttgart, Professor an der TU Hamburg-Harburg
- 1945–1950: Gerd Laage – Architekt in Braunschweig und Stuttgart (Partner im Büro Schweitzer, Laage, Weisbach & Marondel)
- 1945–1950: Ortwin Rave – Architekt in Münster (Partner im Büro Rave & von Hausen)
- 1946–1951: Karl-August Welp – Architekt in Bremen, Professor an der HfK Bremen
- 1945–1952: Gerhard Kierig – Architekt in Braunschweig und Gifhorn
- 1946–1952: Rudolf Gerdes – Architekt in Wolfsburg
- 1946–1952: Günther Schniepp – Architekt in Braunschweig
- 1946–1952: Hans-Jürgen Hinze – Architekt in Braunschweig
- 1947–1952: Otto-Heinz Groth – Architekt in Dortmund, Professor an der Gesamthochschule Wuppertal
- 1948-?:    Friedrich Theodor Kohl, Architekt, Politiker und Ehrenbürger der Stadt Braunschweig
- 1948–1953: Bert Ledeboer – Architekt in Hannover (Partner im Büro Hübotter, Ledeboer & Romero)
- 1948–1953: Rüdiger Hoge – Architekt in Kiel (Partner im Büro Diedrichsen & Hoge)
- 1948–1953: Gerhart Laage – Architekt in Hamburg, Professor und Rektor an der TU Hannover, Präsident der Bundesarchitektenkammer
- 1948–1954: Jobst von Nordheim – Architekt in Hannover, Autor des Buches "Verlorene Jahre"
- 1949–1954: Horst Beier – Architekt in Braunschweig (Büro Beier Architekten)
- 1949–1955: Rüdiger Henschker – Architekt in Braunschweig, Professor an der LFU Innsbruck
- 1947–1955: Horst Laskowski – Architekt in Braunschweig
- 1949–1955: Wolfgang Baumgart – Architekt in Celle
- 1950–1955: Günter Pfennig – Architekt in Braunschweig (Partner im Büro KPS Kraemer, Pfennig & Sieverts)
- 1950–1955: Wolfgang Westphal – Architekt in Bremerhaven
- 1950–1955: Hans-Joachim Pysall – Architekt in Braunschweig (Partner im Büro Pysall, Stahrenberg & Partner)
- 1951–1956: Hans-Peter Diedrichsen – Architekt in Kiel (Partner im Büro Diedrichsen & Hoge)
- 1949–1957: Hans Latta – Architekt in Oldenburg (Partner im Büro Latta & Hölscher)
- 1951–1957: Hans Joachim Hölscher – Architekt in Oldenburg (Partner im Büro Latta & Hölscher)
- 1951–1957: Kurt Berger – Architekt in Braunschweig
- 1950–1958: Peter-Georg Lachmann – Architekt in Braunschweig
- 1952–1956: Hermann Funke – Architekt, Stadtplaner und Journalist, Promotion 1965, Mitarbeiter am Lehrstuhl und im Büro von Friedrich Wilhelm Kraemer
- 1952–1958: Klaus Fangmeier – Architekt in Braunschweig und Osnabrück (Partner im Büro Hafkemeyer, Fangmeier & Richi)
- 1953–1958: Alois Hafkemeyer – Architekt in Braunschweig und Osnabrück (Partner im Büro Hafkemeyer, Fangmeier & Richi), Ratsherr der Stadt Braunschweig
- 1952–1958: Ulrich Hausmann – Architekt in Braunschweig
- 1953–1958: Dirk-Erich Kreuter – Architekt in Braunschweig
- 1953–1959: Horst von Bassewitz – Architekt in Hamburg
- 1957–1960: Klaus Renner, Architekt, Mitarbeiter bei Oesterlen, ab 1962 wissenschaftlicher Assistent am Lehrstuhl Röcke und später dessen Partner ("Röcke-Renner")
- 1951–1961: Gerhard Kamps – Architekt in Hamburg
- 1954–1961: Hinrich Storch – Architekt in Hannover (Partner im Büro Storch Ehlers Partner)
- 1956–1962: Walter Ehlers – Architekt in Hannover (Partner im Büro Storch Ehlers Partner)
- 1956–1962: Renate Giesler – Architektin in Braunschweig (Büro Giesler, Giesler & Partner)
- 1957–1962: Hans-Joachim Giesler – Architekt in Braunschweig (Büro Giesler, Giesler & Partner)
- 1956–1962: Klaus Kafka – Architekt in Dortmund (Partner im Büro LTK Laskowski, Thenhaus, Kafka), Professor an der Universität Hannover
- 1955–1963: Diethelm Hoffmann – Architekt in Kiel (Partner im Büro Jungjohann + Hoffmann), Professor an der FH Kiel
- 1956–1963: Reinhold Schadt – Architekt in Braunschweig
- 1956–1964: Meinhard von Gerkan – Architekt in Hamburg (Partner im Büro gmp), Professor an der TU Braunschweig
- 1956–1964: Volkwin Marg – Architekt in Hamburg (Partner im Büro gmp), Professor an der RWTH Aachen
- 1957–1964: Volker Kersten – Architekt in Braunschweig (Partner im Büro Kersten Martinoff Struhk)
- 1958–1964: Gottfried Schuster – Professor an der TU Braunschweig
- 1958–1965: Dietbert Galda – Architekt in Braunschweig (Partner im Büro Galda, Kaiser + Böttcher)
- 1958–1965: Klaus Nickels – Architekt in Hamburg (Partner im Büro Nickels, Ohrt + Partner)
- 1958–1965: Hans-Jürgen Tönnies – Architekt in Braunschweig
- 1958–1965: Dieter Husemann – Architekt in Braunschweig (Partner im Büro Husemann & Wiechmann)
- 1959–1966: Erich Martinoff – Architekt in Braunschweig (Partner im Büro Kersten Martinoff Struhk)
- 1959–1966: Eckhard Gerber – Architekt in Dortmund (Büro Gerber Architekten), Professor an der Bergischen Universität Wuppertal
- 1959–1966: Peter Stahrenberg – Architekt in Braunschweig (Partner im Büro im Büro Pysall, Stahrenberg & Partner), Präsident der Architektenkammer Niedersachsen
- 1957–1967: Lutz Käferhaus – Architekt in Braunschweig (Partner im Büro KSP Kraemer, Sieverts & Partner)
- 1959–1967: Dieter Quiram – Architekt in Braunschweig und Bremen, Professor an der Hochschule Bremen
- 1957–1967: Fouad Richi – Architekt in Braunschweig und Osnabrück (Partner im Büro Hafkemeyer, Fangmeier & Richi)
- 1960–1968: Helge Bofinger – Wissenschaftlicher Mitarbeiter bei Zdenko Strižić. Architekt in Braunschweig und Berlin, Professor an der TU Dortmund
- 1961–1968: Gerd Lindemann – Architekt in Braunschweig (Partner im Büro Gerd Lindemann + Partner)
- 1963–1969: Uwe Schüler – Architekt in Rendsburg
- 1961–1970: Harmen Thies – Professor an der TU Braunschweig
- 1963–1970: Olaf Pook – Architekt in Braunschweig (Partner im Büro Pook, Leiska & Partner)
- 1964–1971: Michael Krämer – Architekt in Hamburg (Partner im Büro im Büro Pysall, Stahrenberg & Partner)
- 1966–1971: Heiko Vahjen – Architekt in Braunschweig (Partner im Büro “Architekten Vahjen + Partner”)
- 1965–1972: Joachim Lepper – Architekt in Braunschweig und Frankfurt
- 1965–1972: Knud Schnittger – Architekt in Kiel (Partner im Büro Schnittger Architekten + Partner)
- 1966–1973: Wilfried Dechau – Chefredakteur der db deutsche bauzeitung
- 1966–1973: Martin Thumm – Professor an der HAWK
- 1967–1973: Bernhard Hirche – Architekt in Hamburg, Professor an der Fachhochschule Hamburg
- 1967–1975: Carsten Henze – Architekt in Braunschweig
- 1967–1975: Peter Riemann – Architekt in Bonn und Starnberg, Associate Professor Virginia Tech und Professor i. V. Technische Hochschule Köln
- 1969–1975: Hartmut Rüdiger – Architekt in Braunschweig (Partner im Büro Architekten Rüdiger)
- 1969–1975: Ingeborg Rüdiger – Architektin in Braunschweig (Partner im Büro Architekten Rüdiger)

## Architekturgeschichtliche Wirkung
Die Braunschweiger Schule war eine einflussreiche deutsche Architekturschule der Nachkriegszeit. Hauptsächlich für den norddeutschen Raum prägend, ist sie an Reputation und Wirkung vergleichbar mit der Karlsruher Schule in Süddeutschland. Ihre Lehre basierte auf den Idealen des Neuen Bauens, der modernen Architektur der 1920er und frühen 1930er Jahre. Im Vordergrund stand das Streben nach einer „gesamtheitlichen“ Architektur unter Berücksichtigung der drei Aspekte Funktion, Konstruktion und Form, die in einer systematischen, werkbezogenen Lehre zusammengefasst wurden. Demgegenüber sollten nach der Programmatik dieser Schule stilistische oder regionalistische Fragen keine besondere Rolle spielen.
Die drei maßgeblichen Lehrer vertraten die einzelnen Aspekte in individueller Ausprägung: Kraemer vertrat vor allem den Bereich der Funktionslehre, die er mit seinen zahlreichen Bürohausbauten illustrierte. Für die konstruktiven Fragen war hauptsächlich Henn verantwortlich, mit besonderer Ausprägung im Industriebau. Mit einem mehr künstlerisch geprägten Entwurfsansatz deckte Oesterlen dagegen besonders das Themengebiet der formalen Gestaltung ab. Allen dreien gemeinsam war jedoch, trotz individueller Schwerpunkte, die umfassende Betrachtung aller drei Aspekte, um einer Zersplitterung der Lehre entgegenzuwirken.
Der Rationalismus hatte besonderen Einfluss auf die Braunschweiger Schule. So vertrat Kraemer die Auffassung, „daß subjektiver Willkür übergeordnete Ordnungsphänomene […] entgegenstehen“. Gerade im Bereich der Gestaltung entwickelte er eine Proportionslehre, aufbauend auf dem Raster als architektonischer Basis. Geprägt von einem Raumverständnis, dem eine städtebauliche Auflockerung und die Verwendung stereometrischer Baukörper zugrunde lagen, sprach Kraemer von Raum als der „Lagebeziehung von Körpern“.
Die Braunschweiger Schule wirkte auch in Bezug mit dem Umgang mit historisch gewachsener Bausubstanz durch Oesterlens Lehre vom „Gebundenen Kontrast“ prägend, die, wie bei der Villa Schönfeld in Herford, oder dem Neubau des historischen Museums in Hannover aus dem Zusammenspiel von historischer Bausubstanz und modernem Erweiterungsbau bestand.
Die Braunschweiger Schule nimmt für sich in Anspruch, ihre besondere Stellung innerhalb der deutschen Architekturlandschaft der Nachkriegszeit sowohl durch die persönliche Autorität ihrer Lehrer als auch durch den in der Lehre vertretenen Anspruch wissenschaftlicher Objektivierbarkeit gewonnen zu haben. Durch Systematik und die Kombination von Funktion, Konstruktion und Form wollte sie Sicherheit in der Frage um die „richtige“ Architektur in der Nachfolge der Architektur im Nationalsozialismus vermitteln. Ihre reduktionistisch-sachliche, auch an internationalen Vorbildern orientierte, Architektur beeinflusste das Bild der deutschen Nachkriegsarchitektur nachhaltig. Durch Schüler, wie Eckhard Gerber, Meinhard von Gerkan, Volkwin Marg, Hans-Joachim Pysall, Peter Stahrenberg oder Hans Struhk und ihre Bauten wirkt sie bis heute in veränderter Form fort.

## Kritik an der Braunschweiger Schule
Die Braunschweiger Schule bzw. ihre Vertreter waren zum Teil erheblicher Kritik ausgesetzt: Kraemer wurde beispielsweise Anfang der 1960er Jahre durch den Braunschweiger Landeskonservator Kurt Seeleke zum Vorwurf gemacht, sich nicht – zusammen mit seinen einflussreichen Kollegen – stärker oder zu spät für den Erhalt des Braunschweiger Schlosses eingesetzt zu haben. Immerhin hatten „in den Jahren 1959/60 drei Gutachter der damaligen TH Braunschweig (die Professoren Klaus Pieper, Karl Kordina und Konrad Hecht) festgestellt hatten, dass die Ruine wieder aufgebaut werden könnte. „Kraemer habe allerdings kurz nach 1945“, so erinnert sich Justus Herrenberger, „auf dem Areal des abgerissenen Schlosses für die Nord/LB ein 20-stöckiges Hochhaus unter Verwendung einiger Schlossteile geplant“. Das einzige negative Gutachten (von Prof. Theodor Kristen) wurde von ihm selbst später relativiert“.
Weitere Kritik erfuhr die Schule im Zusammenhang mit Parallelentwicklungen wie der „autogerechten Stadt“ eines Hans Bernhard Reichow oder dem sachlichen Reduktionismus dahingehend, dass ihr vorgeworfen wurde, bauliche Fremdkörper in mittelalterliche geprägte Städte gesetzt zu haben, die weder auf historische gewachsene Stadtgrundrisse und -landschaften noch auf die Nachbarbebauung in angemessener Weise Rücksicht genommen hätten. Prof. Jürgen Paul beschreibt diese Haltung im Rückblick auf seine eigenen Erfahrungen an der Architekturfakultät ab 1974 als einen „dogmatisch verengten und erstarrten Funktionalismus... der hatte die Reduktion der Architektur auf wenige funktionale und konstruktive Standardtypen gelehrt und betrieben: technisch definierte architektonische Großformen, mit denen im Prinzip alle Bauaufgaben zu erfüllen seien, wobei deren in wissenschaftlicher Konsequenz aus den Bedingungen der modernen Zivilisation abgeleitete Voraussetzungslosigkeit die gesamte historische Bautradition obsolet mache“.

## Beispielhafte Bauten (Auswahl)
- Karte mit allen Koordinaten:
- OSM |
- WikiMap

| Bild | Gebäude                                                                                      | Lage                                                           | Baujahr   | Entwurf                                      | Bemerkung |
| ---- | -------------------------------------------------------------------------------------------- | -------------------------------------------------------------- | --------- | -------------------------------------------- | --- |
|      | Verwaltungsgebäude Pfeiffer & Schmidt                                                        | Braunschweig (52° 15′ 51″ N, 10° 31′ 7″ O)                     | 1952      | Friedrich Wilhelm Kraemer                    | |
|      | Warenhaus Flebbe                                                                             | Braunschweig (52° 15′ 45″ N, 10° 31′ 32″ O)                    | 1954      | Friedrich Wilhelm Kraemer                    | |
|      | Hochhaus der Fakultät für Bauwesen der Technischen Universität Braunschweig                  | Braunschweig (52° 16′ 23″ N, 10° 31′ 30″ O)                    | 1956      | Dieter Oesterlen                             | |
|      | Verwaltungsgebäude Unterharzer Berg- und Hüttenwerke                                         | Goslar (51° 54′ 6″ N, 10° 25′ 8″ O)                            | 1958      | Friedrich Wilhelm Kraemer                    | |
|      | Braunschweiger Mensa des Studierendenwerks OstNiedersachsen                                  | Braunschweig (52° 16′ 29″ N, 10° 31′ 34″ O)                    | 1962      | Walter Henn                                  | Das Gebäude wurde in den frühen 2000er Jahren durch Entkernung, Neuaufteilung und Fassadensanierung erheblich verändert. (Bild) |
|      | Jahrhunderthalle                                                                             | Frankfurt am Main, Unterliederbach (50° 5′ 57″ N, 8° 31′ 8″ O) | 1963      | Friedrich Wilhelm Kraemer und Ernst Sieverts | Halle auf einer rechteckigen Basis mit einer Kuppel von 100 m Durchmesser. Der Kuppelsaal umfasst eine Fläche von 4800 m² und bietet Platz für bis zu 4800 Personen. |
|      | Institut für Kolben- und Strömungsmaschinen der Technischen Universität                      | Braunschweig (52° 16′ 39″ N, 10° 32′ 18″ O)                    | 1965      | Walter Henn                                  | |
|      | Historisches Museum am Hohen Ufer                                                            | Hannover (52° 22′ 19″ N, 9° 43′ 53″ O)                         | 1966      | Dieter Oesterlen                             | |
|      | Hauptverwaltung Osram Licht AG                                                               | München (48° 6′ 44″ N, 11° 33′ 57″ O)                          | 1966      | Walter Henn                                  | Kubischer, sechsgeschossiger Stahlskelettbau über quadratischem Grundriss, Aluminium-Glas-Vorhangfassade, Eingangsvordach auf Stützen. Foyer mit Glasprismenwand von Alois Ferdinand Gangkofner und Holzintarsienwand von Fred Stelzig. Im Jahr 2015 wurde der Abriss des Gebäudes beschlossen. Der Abriss erfolgte um 2018. |
|      | Universitätsforum der Technischen Universität                                                | Braunschweig (52° 16′ 25″ N, 10° 31′ 47″ O)                    | 1957–1971 | Friedrich Wilhelm Kraemer                    | |
|      | Gebäudeensemble Kurt-Schumacher-Straße (Iduna-Wohnhochhäuser, Ladenzentrum und Atrium-Hotel) | Braunschweig (52° 15′ 14″ N, 10° 32′ 11″ O)                    | 1965–1972 | Friedrich Wilhelm Kraemer                    | Die originale Fassadengestaltung wurde durch Sanierungsmaßnahmen erheblich verändert. |